# خاوی مورنو
خاوی مورنو (انگلیسی: Javi Moreno؛ زادهٔ ۱۰ سپتامبر ۱۹۷۴) بازیکن سابق فوتبال اهل اسپانیا است که در پست مهاجم بازی می‌کرد و مدیر فعلی سی اف بادالونا است.
وی همچنین در تیم‌های ملی فوتبال زیر ۱۸ سال اسپانیا و اسپانیا بازی کرده‌است.